# Plectrogenium barsukovi
Plectrogenium barsukovi is een straalvinnige vissensoort uit de familie van plectrogenen (Plectrogenidae). De wetenschappelijke naam van de soort is voor het eerst geldig gepubliceerd in 1992 door Mandrytsa.